# Aleochara spadicea
Aleochara spadicea är en skalbaggsart som först beskrevs av Wilhelm Ferdinand Erichson 1837.  Aleochara spadicea ingår i släktet Aleochara, och familjen kortvingar. Arten är reproducerande i Sverige.